# Bhawanipur (Parsa)
Bhawanipur (nepalski: भवानीपुर, trl. Bhavānīpur, trb. Bhawanipur) – gaun wikas samiti w środkowej części Nepalu w strefie Narajani w dystrykcie Parsa. Według nepalskiego spisu powszechnego z 2001 roku liczył on 732 gospodarstw domowych i 5168 mieszkańców (2457 kobiet i 2711 mężczyzn).